# لي رو سميث لي رو
لي رو سميث لي رو (بالإنجليزية: Le Roux Smith Le Roux)‏ هو رسام جنوب أفريقي، ولد في 1914، وتوفي في 1963.